# Тур Того
Тур Того (фр. Tour du Togo) — шоссейная многодневная велогонка, проходящая по территории Того с 1989 года.

## История
Гонка была создана в 1989 году и проходит в рамках национального календаря. Является главной велогонкой страны.
Маршрут гонки стартует и финиширует в столице Того — Ломе, откуда дистанция идёт вглубь страны до городов Канде или Кара, проходя через такие города как Атакпаме, Басар, Кпалиме, Сокоде, Цевие, Чамба. С 2007 года гонка сначала постепенно увеличила свою продолжительность с 7 до 10 этапов к 2013 году, а потом плавно сократилась до 5 этапов в 2019 году. Протяжённость этапов варьируется от 80 до 150 км.
В гонке, помимо таких африканских стран как Бенин, Буркина-Фасо, Гана, ДР Конго, Мали, Нигер, так же принимают участие и европейские страны Бельгия, Германия, Франция, Нидерланды. Того, как страна-организатор гонки, выставляет сразу несколько команд.
Организатором выступает Федерация велоспорта Того (FTC). Промоутером был Франсис Дюкрё.

## Призёры
| Год  | Победитель          | Второй          | Третий             |
| ---- | ------------------- | --------------- | ------------------ |
| 2002 | Дидье Агбефу        |                 |                    |
| 2003 | Дидье Агбефу        |                 |                    |
| 2004 | Коми Доссуви        | Куавови Доссуви | Аттиви Эге         |
| 2006 | Идрисса Уэдраого    |                 |                    |
| 2007 | Идрисса Уэдраого    | Ахмед Мохаммед  | Амину Осман        |
| 2008 | Бассиру Конте       |                 |                    |
| 2009 | Хамиду Ямеого       |                 |                    |
| 2010 | Нуфу Миноунгу       |                 |                    |
| 2011 | Нуфу Миноунгу       |                 |                    |
| 2012 | Нуфу Миноунгу       | Микаэль Диннин  |                    |
| 2013 | Медерик Клайн       | Иссьяка Фофана  | Алексис Туртело    |
| 2014 | Харуна Ильбудо      | Ги Смет         | Хамиду Ямеого      |
| 2015 | Сейду Бамого        | Умару Миноунгу  | Самуэль Аним       |
| 2016 | Матиас Сорго        | Микаэль Югонье  | Беджая Траоре      |
| 2017 | Иссьяка Сиссе       | Паскаль Буске   | Нильс ван дер Пейл |
| 2018 | Абдель Азиз Никиема | Сандер Кордел   | Карамоко Бамба     |
| 2019 | Джулиан Хеллманн    | Поль Даумон     | Сэм Ван де Миеруп  |
| 2024 | Якуба Диалло        | Харуна Ильбудо  | Бассиру Монеан     |